# Condado de Jackson (Colorado)
El condado de Jackson (en inglés: Jackson County), fundado en 1909, es uno de los 64 condados del estado estadounidense de Colorado. En el año 2000 tenía una población de 1577 habitantes con una densidad poblacional de 0 personas por km². La sede del condado es Walden.

## Geografía
Según la Oficina del Censo, el condado tiene un área total de 4198 km² (1620,8 mi²), de la cual 4178 km² (1613,1 mi²) es tierra y 20 km² (7,7 mi²) (0.48%) es agua.

### Condados adyacentes
- Condado de Albany - noreste
- Condado de Larimer - este
- Condado de Grand - sureste
- Condado de Routt - oeste
- Condado de Carbon - noroeste

## Demografía
En el 2000 la renta per cápita promedia del condado era de $31 821, y el ingreso promedio para una familia era de $37 361. En 2000 los hombres tenían un ingreso per cápita de $26 250 versus $18 417 para las mujeres. El ingreso per cápita para el condado era de $17 826. Alrededor del 14,00% de la población estaba bajo el umbral de pobreza nacional.

## Ciudades y pueblos
- Walden

### Comunidades no incorporadas
- Coalmont
- Cowdrey
- Gould
- Rand

### Antiguos pueblos
- Brownlee
- Hebron
- Old Homestead
- Owl
- Pearl
- Spicer
- Teller City
- Zirkel